# Plectris schereri
Plectris schereri är en skalbaggsart som beskrevs av Frey 1967. Plectris schereri ingår i släktet Plectris och familjen Melolonthidae. Inga underarter finns listade i Catalogue of Life.